# Georgia Nuclear Aircraft Laboratory

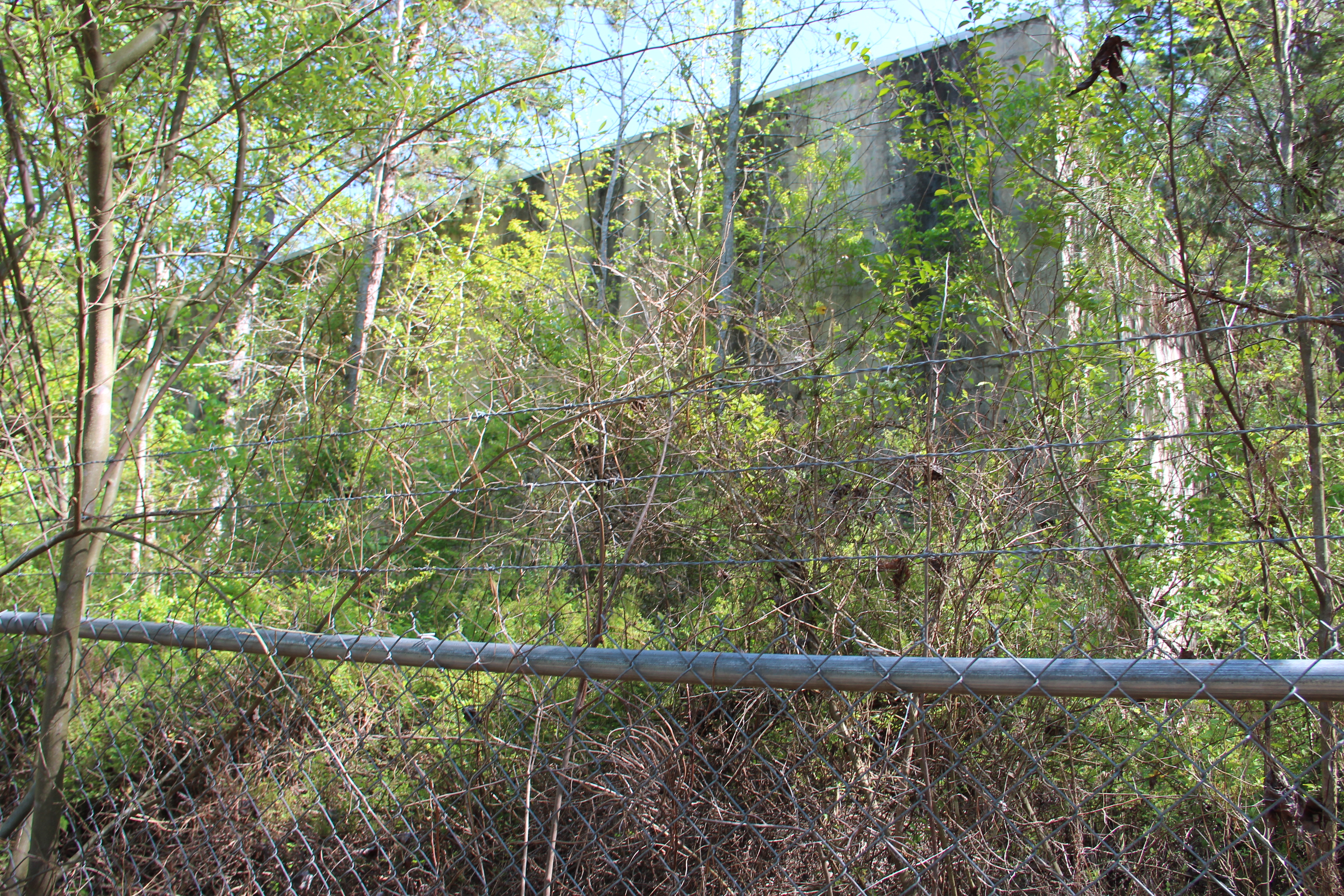
Bâtiment de type « Hot cell » abandonné.

Le « Georgia Nuclear Aircraft Laboratory » ou « GNAL » (Laboratoire d'aviation nucléaire de Géorgie), aussi connu sous la désignation d'« AFP No. 67 », pour « Air Force Plant 67 » (Usine de l’Air Force no 67), était un établissement de tests de l’United States Air Force situé dans la Forêt Dawson (en), à Dawsonville (Géorgie).

## Historique des lieux
Ce site était le lieu utilisé comme laboratoire par la Lockheed Corporation pour établir la faisabilité d'un avion à propulsion nucléaire. Le site fut utilisé pour l'irradiation d'équipement militaire, ainsi que celui de la forêt, dans le but de déterminer les effets d'une guerre nucléaire, et ses conséquence sur la vie sauvage et la nature. À cet effet un « petit » (10 MW) réacteur nucléaire y fut utilisé de 1958 à 1970. La zone fut fermée en 1971 et vendue par Lockheed. Une surface de 5 000 hectares fut acquise par la ville d'Atlanta pour y installer un second aéroport, mais sa topographie fut finalement déterminée comme étant mal située pour y construire un aéroport.

## De nos jours
Les documents expliquant ce qui fut entrepris ou ce qu'il arriva sur le site demeurent encore hautement classifiés de nos jours (2016), et l'entrée de la partie souterraine du site a été ensevelie pour ne rien laisser d'accessible depuis les extérieurs. Les seuls éléments laissés au-dessus du niveau du sol sont les fondations en béton sur lesquelles les bâtiments et les réacteurs étaient placés.
Toutes les terres utilisées par le GNAL sont surveillées de près depuis 1971, date de démantèlement du site. Concernant les dégâts sur l'environnement et la santé, trois rapports majeurs ont été établis depuis la fermeture du site :
1. Radiation Surveillance and Dawson Forest Wildlife Management Area, Georgia DNR Environmental Protection Division, 1978 ;
2. Report of the Dawson Forest Task Force, 1991 ;
3. Radiological Review of the Former Georgia Nuclear Laboratories Site, Camp Dresser and McKee, 1998[3].

- Le rapport de 1978 trouva des doses de radiations résiduelles dans deux zones et recommanda d'y installer des grillages pour en interdire l'accès au public, ce qui fut fait peu de temps après[3] ;
- Même si les études menées en 1991 et 1997 montrèrent des taux de radiations au niveau ou à peine supérieurs à ceux de la radioactivité naturelle à l'intérieur et à l'extérieur des zones grillagées, il fut décidé de maintenir la restriction d'accès au public. En 2016, il restait deux zones interdites d'accès d'approximativement 12 140 m2[3] sur les 5 000 hectares du site. Elles sont surveillées en permanence par la Georgia Forestry Commission[4] et la Georgia DNR Environmental Protection Division (EPD). L'EPD poste des instruments et les vérifie tous les trois mois pour détecter le moindre changement dans les niveaux de radiations[3] ;
- Les deux rapports de 1991 et 1998 indiquent que les sites utilisés par le GNAL, dans la forêt Dawson, ne représentaient pas un risque de santé ou de danger pour le public[3].

## Centres d'intérêt
- Casemate : 34° 21′ 04″ N, 84° 08′ 38″ O
- Station de pompage : 34° 21′ 21″ N, 84° 08′ 25″ O
- Trou d'armature : 34° 21′ 59″ N, 84° 10′ 04″ O
- Tunnel : 34° 21′ 55″ N, 84° 10′ 10″ O